# Догодило се на данашњи дан
„Догодило се на данашњи дан“ је југословенски филм снимљен 28. јуна 1987. године у режији Мирослава Лекића.

## Радња
Београд шездесетих година; зграда са неколико улаза и заједничким двориштем у коме живе млади људи, различити по свом социјалном статусу, начину размишљања, али сличних ставова о љубави, пријатељству и самопотврђивању. Ти њихови природни импулси често су обојени друштвеним збивањима (радне акције, првомајске параде...). Међутим њихова сазревања одвијају се устаљеним правилима. Све што се догађа у дворишту ове сасвим обичне београдске зграде постаје само пројекција могућег искуства једне генерације.
У једну трошну кућицу, односно шупу долази Бајра (Жарко Лаушевић) са својим млађим братом Грецом (Марко Ратић), а убрзо им се придружује и скитница Малеш (Срђан Тодоровић). Бајра се дружи с Каћом (Марица Вулетић), дјевојком из класичне грађанске породице лажних моралиста чије је особине и сама попримила.
У околним зградама живе Стаљин и Милеса (Зоран Цвијановић и Весна Тривалић), чији су очеви (Драган Зарић и Јосиф Татић) били на потпуно супротним странама тијеком резолуције Информбироа, што је резултирало нетрпељивошћу с обе стране, као и Алка и Уски (Оља Бећковић и Небојша Бакочевић), близанци који бораве код тетке (Оливера Марковић) јер им је мајка у затвору.
Прича се врти око њихових међусобних односа који су испреплетени друштвеним догађајима попут Дана младости и радних акција, и уопће политички обојеним окружењем у којем живе.

## Улоге
| Глумац            | Улога                                |
| ----------------- | ------------------------------------ |
| Жарко Лаушевић    | Бајра                                |
| Срђан Тодоровић   | Малеш                                |
| Оља Бећковић      | Алка                                 |
| Небојша Бакочевић | Уски                                 |
| Марица Вулетић    | Каћа                                 |
| Зоран Цвијановић  | Стаљин                               |
| Весна Тривалић    | Милеса                               |
| Јосиф Татић       | Живота                               |
| Драган Зарић      | Радован                              |
| Марко Ратић       | Грегори                              |
| Оливера Марковић  | Тетка                                |
| Милена Дравић     | Наставница                           |
| Александар Берчек | Инспектор                            |
| Петар Краљ        | Социјални радник                     |
| Милан Гутовић     | Циркузант                            |
| Славко Штимац     | Момак у публици на школској приредби |
| Рајко Продановић  | Деликвент 1                          |
| Милан Плештина    | Деликвент 2                          |
| Драган Кресоја    | Милиционер                           |
| Сања Бошковић     | Девојка                              |